# Ludwig Conrad Smalcalder

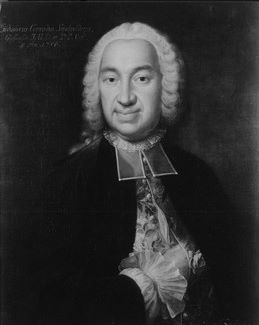
Ludwig Conrad Smalcalder (1756), Porträt von Wolfgang Dietrich Majer in der Tübinger Professorengalerie

Ludwig Konrad Smalcalder (* 7. November 1696 in Gießen; † 23. März 1774 in Tübingen) war ein deutscher Jurist.

## Leben
Ludwig Conrad Smalcalder  wurde 1710 an der Universität Tübingen immatrikuliert. 1721 wurde er Vice-Sekretarius. 1724 wurde er adjungierter Universitätssekretär und erhielt 1727 die Zusage, nach dem Tode seines Vaters dessen Stelle ohne Wahl zu erhalten, so dass er 1733–1745 wirklicher Universitätssekretär wurde. 1733 wurde er außerordentlicher Professor der Rechte, 1734 Professor am Collegium Illustre, 1745–1774 ordentlicher Professor für Lehensrecht sowie 1749 und 1756 Rektor der Universität Tübingen und Fürstlicher Rat. Sein 1756 gemaltes Porträt hängt in der Tübinger Professorengalerie.